# Alireza Karimi
Alireza Karimi Machiani (in persiano علیرضا کریمی ماچیانی‎; Rudsar, 21 marzo 1994) è un lottatore iraniano, specializzato nella lotta libera.

## Biografia
Ai mondiali under 23 di Bydgoszcz 2017, perse intenzionalmente un incontro dei quarti di finale del torneo degli 86 chilogrammi, disputato contro l'atleta russo Alikhan Zhabrayilov, allo scopo di evitare il rischio di dover affrontare l'avversario israeliano, Uri Kalashnikov, alla fine risultato vincitore della medaglia di bronzo. In un'intervista rilasciata a ISNA successivamente all'incontro, ammise di aver deliberatamente perso per evitare il rischio di competere contro avversari israeliani. La federazione di lotta iraniana nell'occasione elogiò Karimi per aver rinunciato a vincere l'incontro.
Per questo comportamento, nel febbraio 2018, la Federazione internazionale delle lotte associate (UWW) lo squalificò per sei mesi. Al suo allenatore, Hamidreza Jamshidi, che gli chiese di perdere, è stata inflitta una squalifica di due anni.
All'episodio seguirono dure dichiarazioni del primo ministro israeliano Benjamin Netanyahu che accusò il regime iraniano di interferire negli sport e di esercitare pressioni sui suoi atleti per non competere contro quelli israeliani per ragioni politiche.

## Palmarès
| Anno | Manifestazione  | Sede           | Evento | Risultato | Note |
| ---- | --------------- | -------------- | ------ | --------- | ---- |
| 2015 | Asiatici        | Doha           | 86 kg  | Oro       |      |
| 2015 | Mondiali        | Las Vegas      | 86 kg  | Bronzo    |      |
| 2016 | Giochi olimpici | Rio de Janeiro | 86 kg  | 7º        |      |
| 2017 | Asiatici        | Nuova Delhi    | 86 kg  | Oro       |      |
| 2018 | Mondiali        | Budapest       | 92 kg  | Bronzo    |      |
| 2018 | Giochi asiatici | Giacarta       | 97 kg  | Oro       |      |
| 2019 | Asiatici        | Xi'an          | 92 kg  | Oro       |      |
| 2019 | Mondiali        | Nur-Sultan     | 92 kg  | Argento   |      |

## Coppe e meeting internazionali
- Vincitore in Coppa del Mondo dal 2014 al 2017.